# Derivada direccional
En análisis matemático, la derivada direccional (o bien derivada según una dirección) de una función multivariable, en la dirección de un vector dado, representa la tasa de cambio instantánea de la función en la dirección de dicho vector. Este concepto generaliza las derivadas parciales, puesto que estas son derivadas direccionales tomadas en la dirección de los respectivos ejes coordenados estándar.

## Definición

Un diagrama de curvas de nivel de la ecuación, mostrando el vector gradiente en negro, y el vector unitario escalado por la derivada direccional en la dirección de en anaranjado. El vector gradiente es más largo porque apunta en la dirección de la mayor tasa de incremento de una función.

### Definición general
La derivada direccional de una función real de n variables {\displaystyle f\colon \mathbb {R} ^{n}\to \mathbb {R} }
{\displaystyle f(\mathbf {x} )=f(x_{1},x_{2},\ldots ,x_{n})}
en la dirección del vector
{\displaystyle {\vec {v}}=(v_{1},v_{2},\ldots ,v_{n})}
es la función definida por el límite:

{\displaystyle D_{\vec {v}}{f}=\lim _{h\rightarrow 0}{\frac {f({\vec {x}}+h{\vec {v}})-f({\vec {x}})}{h}}.}

(A cada punto {\displaystyle {\vec {x}}} la función {\displaystyle D_{\vec {v}}f} le asocia el valor {\displaystyle D_{\vec {v}}f} de la derivada de {\displaystyle f} en la dirección de {\displaystyle {\vec {v}}}).
Si la función {\displaystyle f} es diferenciable, la derivada direccional puede ser escrita en términos de su gradiente {\displaystyle \nabla f}

{\displaystyle D_{\vec {v}}{f}=\nabla f\cdot {\vec {v}}}

donde «{\displaystyle \cdot }» denota el producto escalar o producto punto entre vectores. En cualquier punto {\displaystyle \mathbf {x} }, la derivada direccional de f representa intuitivamente la tasa de cambio de f con respecto al tiempo cuando se está moviendo a una velocidad y dirección dada por {\displaystyle {\vec {v}}} en dicho punto.
La derivada direccional dice cómo cambia una función {\displaystyle f} en la dirección de un vector {\displaystyle {\vec {v}}}.

### Definición solo en la dirección de un vector
Algunos autores definen la derivada direccional con respecto al vector {\displaystyle {\vec {v}}} después de la normalización, ignorando así su magnitud. En este caso:
{\displaystyle D_{\vec {v}}{f}=\lim _{h\rightarrow 0}{\frac {f(\mathbf {x} +h\mathbf {v} )-f(\mathbf {x} )}{h|\mathbf {v} |}}.}
Si la función es diferenciable, entonces
{\displaystyle D_{\vec {v}}{f}=\nabla f(\mathbf {x} )\cdot {\frac {\mathbf {v} }{|\mathbf {v} |}}.}
Esta definición tiene algunas desventajas: su aplicabilidad está limitada a un vector de norma definida y no nula. Además es incompatible con la notación empleada en otras ramas de la matemática, física e ingeniería por lo que debe utilizarse cuando lo que se quiere es la tasa de incremento de {\displaystyle f} por unidad de distancia.

### Restricción al vector unitario
Algunos autores restringen la definición de la derivada direccional con respecto a un vector unitario. Con esta restricción, las dos definiciones anteriores se convierten en una misma.

### Demostración de la relación con el gradiente
El caso más sencillo de la derivada direccional se da en el espacio tridimensional. Supóngase que existe una función diferenciable {\displaystyle z=f(x,y)}. La derivada direccional según la dirección de un vector unitario {\displaystyle \mathbf {v} =(v_{x},v_{y})} es:

{\displaystyle {\begin{aligned}D_{\vec {v}}f&=\lim _{h\to 0}{\cfrac {f(x+v_{x}h,y+v_{y}h)-f(x,y)}{h}}\\&=\lim _{h\to 0}{\cfrac {f(x+v_{x}h,y+v_{y}h)-f(x,y+v_{y}h)+f(x,y+v_{y}h)-f(x,y)}{h}}\\&=\lim _{h\to 0}{\cfrac {f(x+v_{x}h,y+v_{y}h)-f(x,y+v_{y}h)}{h}}+\lim _{h\to 0}{\cfrac {f(x,y+v_{y}h)-f(x,y)}{h}}\end{aligned}}}

El primero de estos límites puede calcularse mediante el cambio {\displaystyle h'=v_{x}h\;} lo cual lleva, por ser diferenciable la función f, a:

{\displaystyle \lim _{h'\to 0}{\cfrac {f(x+h',y+v_{y}h'/v_{x})-f(x,y+v_{y}h'/v_{x})}{h'/v_{x}}}=\lim _{h'\to 0}v_{x}{\frac {\partial f(x,y+v_{y}h'/v_{x})}{\partial x}}=v_{x}{\frac {\partial f(x,y)}{\partial x}}}

Procediendo análogamente para el otro límite se tiene que:

{\displaystyle D_{\vec {v}}f=v_{x}{\frac {\partial f(x,y)}{\partial x}}+v_{y}{\frac {\partial f(x,y)}{\partial y}}}

Resultado que trivialmente coincide con el producto escalar del gradiente por el vector {\displaystyle \mathbf {v} =(v_{x},v_{y})}:

{\displaystyle (\nabla f)\cdot {\vec {v}}=\left({\frac {\partial f(x,y)}{\partial x}},{\frac {\partial f(x,y)}{\partial y}}\right)\cdot (v_{x},v_{y})={\frac {\partial f(x,y)}{\partial x}}v_{x}+{\frac {\partial f(x,y)}{\partial y}}v_{y}=D_{\mathbf {v} }f}

## Notaciones alternas
La derivada direccional puede ser denotada mediante los símbolos:
{\displaystyle \nabla _{\mathbf {v} }{f}(\mathbf {x} )\sim {\frac {\partial {f(\mathbf {x} )}}{\partial {v}}}\sim f'_{\mathbf {v} }(\mathbf {x} )\sim D_{\mathbf {v} }f(\mathbf {x} )\sim \mathbf {v} \cdot {\nabla f(\mathbf {x} )}\sim \mathbf {v} \cdot {\frac {\partial f(\mathbf {x} )}{\partial \mathbf {x} }}}
donde {\displaystyle \mathbf {v} } es la parametrización de una curva para la cual {\displaystyle \mathbf {v} } es tangente y la cual determina su magnitud.

## Propiedades
Muchas de las propiedades conocidas de las derivadas se mantienen en las derivadas direccionales. Estas incluyen, para cualquier pareja de funciones  {\displaystyle f} y {\displaystyle g} definidas en la vecindad de un punto {\displaystyle \mathbf {p} }, donde son diferenciables: 
- Regla de la suma:

{\displaystyle D_{\vec {v}}(f+g)=D_{\vec {v}}f+D_{\vec {v}}g}
- Regla del factor constante:

{\displaystyle D_{\vec {v}}(cf)=cD_{\vec {v}}f}
donde {\displaystyle c} es cualquier constante.
- Regla del producto (o regla de Leibniz):

{\displaystyle D_{\vec {v}}(fg)=gD_{\vec {v}}f+fD_{\vec {v}}g}
- Regla de la cadena: Si {\displaystyle g} es diferenciable en el punto {\displaystyle \textstyle \mathbf {p} } y {\displaystyle h} es diferenciable en {\displaystyle g(p)}, entonces:

{\displaystyle D_{\vec {v}}(h\circ g)(\mathbf {p} )=h'(g(\mathbf {p} ))D_{\vec {v}}g(\mathbf {p} )}

## Campos vectoriales
El concepto de derivada direccional se puede generalizar a funciones de {\displaystyle \mathbb {R} ^{m}} en {\displaystyle \mathbb {R} ^{n}} de la forma

{\displaystyle \mathbf {F} :A\subset \mathbb {R} ^{m}\longrightarrow \mathbb {R} ^{n}.}

En este caso la derivada direccional se define de manera idéntica a como se ha hecho con funciones con llegada en {\displaystyle \mathbb {R} }:

{\displaystyle D_{\mathbf {v} }\mathbf {F} =\lim _{h\to 0}{\frac {\mathbf {F} (\mathbf {x} +h\mathbf {v} )-\mathbf {F} (\mathbf {x} )}{h}}.}

Una diferencia respecto al caso de funciones de reales de una variable real es que la existencia de derivadas direccionales según todas las direcciones no implica necesariamente que una función sea diferenciable. Si la función es diferenciable resulta que la aplicación

{\displaystyle \mathbf {v} \longmapsto D_{\mathbf {v} }\mathbf {F} }

es lineal y se cumple además que las derivadas direccionales son expresables en términos del jacobiano:

{\displaystyle D_{\mathbf {v} }\mathbf {F} (\mathbf {x} )=(D\mathbf {F} (\mathbf {x} ))\mathbf {v} ,}

donde {\displaystyle D\mathbf {F} (\mathbf {x} )} representa el jacobiano de {\displaystyle \mathbf {F} } en el punto {\displaystyle \mathbf {x} }. Es decir, la igualdad dice que la derivada de {\displaystyle \mathbf {F} } en dirección {\displaystyle \mathbf {v} } en un punto {\displaystyle \mathbf {x} } se puede obtener evaluando la aplicación lineal que mejor aproxima {\displaystyle \mathbf {F} } en {\displaystyle \mathbf {x} } (su jacobiano) en la dirección {\displaystyle \mathbf {v} }.
| Demostración |
| Por definición de diferenciabilidad, tenemos que para todo {\displaystyle \lambda \in \mathbb {R} }, {\displaystyle \lambda >0}, y {\displaystyle \mathbf {v} \in \mathbb {R} ^{n}} con {\displaystyle \lVert \mathbf {v} \rVert =1}, {\displaystyle \mathbf {F} (\mathbf {x} +\lambda \mathbf {v} )-\mathbf {F} (\mathbf {x} )=D\mathbf {F} (\mathbf {x} )(\lambda \mathbf {v} )+\mathbf {E} (\lambda \mathbf {v} )}, con un error {\displaystyle \mathbf {E} (\mathbf {h} )=\mathbf {F} (\mathbf {x} +\lambda \mathbf {v} )-\mathbf {F} (\mathbf {x} )-D\mathbf {F} (\mathbf {x} )(\lambda \mathbf {v} )} que cumple que {\displaystyle \lim _{\mathbf {h} \to 0}{\frac {\mathbf {E} (\mathbf {h} )}{\Vert \mathbf {h} \Vert }}={\frac {\mathbf {F} (\mathbf {x} +\mathbf {h} )-\mathbf {F} (\mathbf {x} )-D\mathbf {F} (\mathbf {x} )\mathbf {h} }{\Vert \mathbf {h} \Vert }}=0} (por ser {\displaystyle \mathbf {F} } diferenciable). Por cómo hemos tomado {\displaystyle \lambda } y {\displaystyle \mathbf {v} } tenemos que {\displaystyle \Vert \lambda \mathbf {v} \Vert \neq 0} y podemos dividir la igualdad anterior y operar: {\displaystyle {\frac {\mathbf {F} (\mathbf {x} +\lambda \mathbf {v} )-\mathbf {F} (\mathbf {x} )}{\Vert \lambda \mathbf {v} \Vert }}={\frac {D\mathbf {F} (\mathbf {x} )(\lambda \mathbf {v} )+\mathbf {E} (\lambda \mathbf {v} )}{\Vert \lambda \mathbf {v} \Vert }}{\overset {\lambda >0,\Vert \mathbf {v} \Vert =1}{\Longrightarrow }}} {\displaystyle \Rightarrow {\frac {\mathbf {F} (\mathbf {x} +\lambda \mathbf {v} )-\mathbf {F} (\mathbf {x} )}{\lambda }}={\frac {D\mathbf {F} (\mathbf {x} )(\lambda \mathbf {v} )+\mathbf {E} (\lambda \mathbf {v} )}{\lambda }}{\overset {D\mathbf {F} (\mathbf {x} ){\text{ lineal}}}{=}}D\mathbf {F} (\mathbf {x} )\mathbf {v} +{\frac {\mathbf {E} (\lambda \mathbf {v} )}{\lambda }}}. Tomando ahora límites cuando {\displaystyle \lambda \to 0}, teniendo en cuenta la anterior observación sobre el límite del error y que {\displaystyle D\mathbf {F} (\mathbf {x} )\mathbf {v} } no depende de {\displaystyle \lambda }, obtenemos que {\displaystyle \lim _{\lambda \to 0}{\frac {\mathbf {F} (\mathbf {x} +\lambda \mathbf {v} )-\mathbf {F} (\mathbf {x} )}{\lambda }}=D\mathbf {F} (\mathbf {x} )\mathbf {v} }, pero el lado izquierdo es, por definición, la derivada direccional de {\displaystyle \mathbf {F} } en {\displaystyle \mathbf {x} } según el vector {\displaystyle \mathbf {v} }, y esto es lo que queríamos. Hemos demostrado la igualdad cuando {\displaystyle \lVert \mathbf {v} \rVert =1}. En general, la igualdad se deduce fácilmente de lo anterior usando la igualdad fácilmente comprobable entre las derivadas direccionales siguiente: {\displaystyle D_{\lambda \mathbf {v} }\mathbf {F} =\lambda D_{\mathbf {v} }\mathbf {F} }. En efecto, como para un {\displaystyle \mathbf {v} } general existe un {\displaystyle \mathbf {v} '} de norma 1 y un {\displaystyle \lambda \in \mathbb {R} } tales que {\displaystyle \mathbf {v} =\lambda \mathbf {v} '}, {\displaystyle D_{\mathbf {v} }\mathbf {F} (\mathbf {x} )=D_{\lambda \mathbf {v} '}\mathbf {F} (\mathbf {x} )=\lambda D_{\mathbf {v} '}\mathbf {F} (\mathbf {x} ){\overset {\Vert \mathbf {v} '\Vert =1}{=}}\lambda D\mathbf {F} (\mathbf {x} )\mathbf {v} '=D\mathbf {F} (\mathbf {x} )(\lambda \mathbf {v} ')=D\mathbf {F} (\mathbf {x} )\mathbf {v} }{\displaystyle \quad \square } |

## Funcionales
La derivada funcional, definida como derivada de Gâteaux, es de hecho una derivada direccional definida en general sobre un espacio vectorial de funciones.